# چرنتزیا
چرنتزیا (به ایتالیایی: Cerenzia) یک کومونه در ایتالیا است که در استان کروتون واقع شده‌است.

## خصوصیات
چرنتزیا ۳۹ کیلومترمربع مساحت و ۱٬۲۷۳ نفر جمعیت دارد و ۹۰۰ متر بالاتر از سطح دریا واقع شده‌است.